# MEN☆SOUL
MEN☆SOUL（メン・ソウル）は日本の7人組ファンクバンドである。かつてハモネプに出演したグループ・「North」のメンバーを中心に、経専音楽放送芸術専門学校の同級生で結成された。2004年6月から活動開始。2007年SME Recordsよりメジャーデビュー。2012年3月20日をもって、キング山田を除くメンバー全員が脱退、事実上の活動停止となるり公式ウェブサイトも消滅。

## メンバー
- キング山田 （1982年11月26日-）ボーカル
  - 2012年1月よりHAMBURGER BOYSのメンバー。

## 元メンバー
- フィリップ松尾5月31日-ボーカル
- 亨chang（きょうちゃん)11月18日-ギター
  - 元リーダー
- π-LAND（パイランド)3月1日-ギター
- メルシーK.T（ケーティー)2月29日-ギター
- Spicy（スパイシー)6月13日-ベース
- Junkie-N（ジャンキーエヌ)8月18日-キーボード
- Juicy（ジューシー)12月12日-ドラム

## ディスコグラフィー

### シングル
1. CHOI☆HIDARI（2006年8月9日）
  1. CHOI☆HIDARI
    - あらいおさむの「あら?いーね!」（HBCラジオ）主題歌。

  2. Show Time
  3. 大蝦夷 Funky Monkey
2. 今夜はメリ☆メリ（2007年1月31日）
  1. 今夜はメリ☆メリ
3. 花火（2008年8月27日）

- ジャケットはカントリー娘。里田まい筆

### 配信限定シングル
1. I LOVE 日ハム（2009年6月24日）
  1. がむしゃらファイター
    - ぞっこん!スポーツ（STVテレビ）テーマ曲。

  2. For the Fighters
2. Be Happy（2009年8月5日）
  1. Be Happy
    - ルスツリゾートCMソング。

### アルバム
1. MIRAI（2010年2月10日）
  1. 未来
  2. Be Happy
  3. がむしゃらファイター
  4. キミはボクのすべて
  5. DIN・DON
  6. ありがとう さよなら
  7. Keep on
  8. For The Fighters
  9. 初秋
  10. Always
  11. 粉雪

### ミニアルバム
1. WELL COME!!（2007年6月20日）
  1. OH!!pning
  2. 乱れ咲き☆ディスコナイト
  3. 地球のファンタジー
  4. LUV SHIP
  5. E-じゃん別に!!
2. メタボリマン(2007年9月26日）
  1. メタボリマン
  2. Viva Night Fever
  3. キンタマーニ
  4. FREEDOM
  5. Sex on the Beach